# Patoka (Ciasna)
Patoka (deutsch Patocka, 1936–1945 Klinkerwerk) ist eine Ortschaft in Oberschlesien. Administrativ liegt sie in der Gemeinde Ciasna (Cziasnau) im Powiat Lubliniecki (Landkreis Lublinitz) in der Woiwodschaft Schlesien.

## Geschichte
Patocka gehörte ursprünglich als Vorwerk zum Rittergut Ponoschau. 1742 kam der Ort mit dem Großteil Schlesiens an Preußen.
Patocka verblieb nach der Teilung Oberschlesiens beim Deutschen Reich. 1936 wurde der Ort im Zuge einer Welle von Ortsumbenennungen der NS-Zeit in Klinkerwerk umbenannt. Bis 1945 befand sich der Ort im Landkreis Loben (zwischenzeitlich von 1927 bis 1941 im Landkreis Guttentag).
1945 kam der bis dahin deutsche Ort unter polnische Verwaltung und wurde anschließend der Woiwodschaft Schlesien angeschlossen und ins polnische Jeżowa umbenannt. 1950 kam der Ort zur Woiwodschaft Kattowitz. 1975 kam der Ort zur neugegründeten Woiwodschaft Tschenstochau. 1999 kam der Ort zum wiedergegründeten Powiat Lubliniecki und zur neuen Woiwodschaft Schlesien.

## Bauwerke und Sehenswürdigkeiten
- Schloss aus dem 19. Jahrhundert im neobarocken Stil mit Parkanlage. Der letzte Besitzer vor 1945 war Hermann Reemtsma. Danach wurde das Schloss vom polnischen Staat konfisziert und verstaatlicht.[2]